# Вилхелм фон Хюрнхайм-Хохалтинген
Вилхелм фон Хюрнхайм-Хохалтинген (на немски: Wilhelm von Hürnheim gen. von Hochaltingen; † пр. 1397) е благородник от швабския род фон Хюрнхайм, господар на Хохалтинген (част от Фремдинген) в Бавария. Той е се преименува на фон Хохалтинген.
Той е единствен син на Конрад фон Хюрнхайм-Хохалтинген († сл. 1397) и съпругата му Анна фон Рехберг († сл. 1397). Внук е на рицар Конрад фон Хюрнхайм-Хохалтинген († сл. 1356) и Ита (Ута) († сл. 1350). Потомък е на Алберт фон Хюрнхайм († сл. 1240). Прадядо е на Еберхард II фон Хюрнхайм (1494 – 1560), княжески епископ на Айхщет (1552 – 1560).
Родът фон Хюрнхайм-Хохалтинген измира по мъжка линия през 1585 г. с Ханс Валтер фон Хюрнхайм, прочутият водач на „ланд-кнехтите“. Потомката на внук му Еберхард фон Хюрнхайм, наследничката Кордула фон Хюрнхайм († 13 януари 1615), омъжена за Карл фон Велден цу Лаупхайм, занася собственостите в Швабия на „фрайхерен фон Велден“. Кордула и Карл фон Велден продават собствеността още през 1597 г. на Немския орден в Елинген и Нюрнберг.
Родът Хирнхайм измира през 1679 г. със смъртта на Йохан Филип, абат на Страховския манастир в Прага. През 1764 г. Хохалтинген е продаден на „графовете фон Йотинген-Шпилберг“ за ок. 550 000 Рейнски гулдена.

## Фамилия
Вилхелм фон Хюрнхайм-Хохалтинген се жени за Ита фон Геролдсек († сл. 1429), дъщеря на Валтер VII фон Геролдсек († сл. 1379) и Маргарет фон Тюбинген († сл. 1385), дъщеря на граф Конрад I фон Тюбинген-Херенберг († 1377). Те имат пет сина и една дъщеря:
- Конрад фон Хюрнхайм-Хохалтинген († 1435/11 август 1438), женен за Анна фон Папенхайм († сл. 1408), дъщеря на Хайнрих фон Папенхайм-Форндорф и графиня Анна фон Прайзинг; имат две деца:
  - Валтер фон Хюрнхайм-Хохалтинген († сл. 1464), женен за Урсула фон Фрайберг († сл. 11 април 1450); имат 7 деца
  - Анна фон Хюрнхайм († 1451/3 март 1464), омъжена за Ханс фон Зекендорф († 29 април 1495)
- Валтер фон Хюрнхайм-Хохалтинген († сл. 1456), рицар, женен за Анна фон Хиршорн; имат 3 деца:
  - Еберхард фон Хюрнхайм († 1483), женен за Анна фон Рехберг, дъщеря на Беро I фон Рехберг († 1462) и Барбара фон Ротенбург († 1462); имат 18 деца, II. за жена Аделман фон Аделмансфелден
  - Ута фон Хюрнхайм, омъжена за Лудвиг фон Ротенщайн
  - Валтер фон Хюрнхайм († 1464), женен за Амалия фон Елербах († сл. 1464); имат 3 дъщери
- Вилхелм фон Хюрнхайм-Хохалтинген († 1445?)
- Алберт фон Хюрнхайм-Хохалтинген († сл. 1430)
- Беатрикс фон Хюрнхайм-Хохалтинген († сл. 1456), омъжена за Валтер фон Кьонисгег († сл. 1419)
- ? Каспар фон Хюрнхайм-Хохалтинген († 1438)